# Sektion Eichstätt-Neuburg des Deutschen Alpenvereins
Die Sektion Eichstätt-Neuburg des Deutschen Alpenvereins (DAV) e. V. (kurz DAV Eichstätt-Neuburg) ist eine Sektion des Deutschen Alpenvereins in Eichstätt. Der DAV Eichstätt-Neuburg ist somit eine der älteren und mit 4.800 Mitgliedern (Stand: 31. Dezember 2024) vor dem VfB Eichstätt der größte Sportverein in Eichstätt, und eine mittelgroße Sektion des Deutschen Alpenvereins.

## Geschichte

### Sektion Eichstätt
Am 18. Dezember 1899 erfolgte die Gründung der Sektion Eichstätt des Deutschen und Österreichischen Alpenvereins (DuOeAV) durch 23 Eichstätter Bürger. 1919 wurde die Skiabteilung mit Jugendgruppe gegründet. Zwischen 1926 und 1928 beteiligte sich die Sektion finanziell am Bau des Ingolstädter Hauses.
Der Bau des Eichstätter Weges zwischen Ingolstädter Haus und Riemannhaus wurde 1932 begonnen, am 24. September 1936 wurden die Arbeiten beendet, am 8. August 1937 erfolgte die Einweihung. 1945 wurde der Verein von den Alliierten aufgelöst und im Mai 1946 die Wiedergründung durch Captain Towle erlaubt.
Die Glorer Hütte wurde 1968 von der Sektion Donauland des Österreichischen Alpenvereins gekauft. 1980 wurde die Kalser Glocknerstraße zum Lucknerhaus eröffnet. 1981 wurde der Eichstätter Anteil an der Bärenfleckhütte an die Sektion Murnau des Deutschen Alpenvereins verkauft und mit dem Erlös die Erweiterung der Glorer Hütte finanziert.

### Sektion Neuburg an der Donau
Volksschullehrer Sebastian Dirr gründete am 20. Oktober 1890 die Sektion Neuburg an der Donau als 177. Sektion des Deutschen und Österreichischen Alpenvereins (DuOeAV). 1906 wird die Neuburger Hütte auf 1850 m ü. A. am Nordostgrat des Hocheder errichtet. 1921 wurde die Hütte an die Akademische Sektion Innsbruck des DuOeAV verkauft. 1949 fand die Neugründung der Sektion nach dem Zweiten Weltkrieg statt. 1957 brannte die ehemalige Sektionshütte Neuburger Hütte nieder.

### Sektion Eichstätt-Neuburg
Am 24. Juni 2022 beschloss die Sektion Neuburg an der Donau mit zuletzt 982 Mitgliedern (Stand 31. Dezember 2021), sich zum 1. September 2022 aufzulösen, und die Sektion Eichstätt beschloss am gleichen Tag, die Mitglieder aufzunehmen. Die Sektion Eichstätt behielt zunächst ihren Namen bei. Bei der ersten gemeinsamen Mitgliederversammlung am 17. März 2023 wurde als neuer Name Sektion Eichstätt-Neuburg des Deutschen Alpenvereins beschlossen, der am 22. Mai 2023 ins Vereinsregister eingetragen wurde.

## Sektionsvorsitzende
Eine chronologische Übersicht über alle Präsidenten der Sektion seit Gründung.
| Amtszeit  | Präsident                         |
| --------- | --------------------------------- |
| 1899–1900 | Otto Mayr                         |
| 1900–1904 | Josef Franz Wirth                 |
| 1904–1905 | Otto August Jaeger                |
| 1905–1915 | Karl Kaeppel                      |
| 1915      | Albert Knörzer                    |
| 1915–1931 | Hermann Pracht                    |
| 1931–1943 | Josef Daentler                    |
| 1943–1945 | Andreas Zierer                    |
| 1946–1951 | Josef Rindfleisch (später Rieder) |
| 1951–1972 | Karl Biechele                     |
| 1972–1984 | Heinz Holtkamp                    |
| 1984–1999 | Gerd Sturm                        |
| 1999–2017 | Josef Bauer                       |
| seit 2017 | Ralf Eiba                         |

## Mitglieder
| Jahr | Mitglieder      |
| ---- | --------------- |
| 1899 | .00023          |
| 1902 | .00065          |
| 1925 | .00160          |
| 1946 | .00004          |
| 1967 | .00480          |
| 1997 | 01.000          |
| 2018 | 03.000          |
| 2021 | 03.677          |
| 2022 | 04.659 (Fusion) |

## Hütten der Sektion
- Glorer Hütte, 2642 m ü. A. (Glocknergruppe)

## Ehemalige Hütten
- Bärenfleckhütte (Eichstätt)
- Neuburger Hütte (Neuburg/Donau)

## Lehrpfad
Ein Lehrpfad zur und um die Glorer Hütte wurde 2004 eröffnet, er stellt 40 Jahre geomorphologischer Forschung von Helmut Stingl und seinen Studenten der Universität Eichstätt im Gebiet südlich des Großglockners dar.

## Kletterzentrum
Die Sektion betreibt das DAV Kletterzentrum Eichstätt „Jurabloc“ in Schernfeld. Es wurde am 22. Juli 2015 eröffnet, hat eine Kletterfläche von 730 m² und eine Routenhöhe von knapp 16 m.